# التعابر (يريم)

تعديل مصدري - تعديل

التعابر محلة تابعة لقرية بيت الشحطرة، التابعة لعزلة بني عمر بمديرية يريم إحدى مديريات محافظة إب في الجمهورية اليمنية، بلغ تعداد سكانها 63 حسب تعداد اليمن لعام 2004.